# Paspalum scalare
Paspalum scalare är en gräsart som beskrevs av Carl Bernhard von Trinius. Paspalum scalare ingår i släktet tvillinghirser, och familjen gräs. Inga underarter finns listade i Catalogue of Life.